# Evelyn Hübscher
Evelyn Hübscher, geb. Matz (* 22. November 1955 in Berlin) ist eine ehemalige deutsche Handballspielerin.

## Sportliche Laufbahn
Ihr Verein in der DDR-Oberliga war der TSC Berlin, mit dem die 1,76 Meter große und 70 Kilogramm schwere Spielerin 1977 und 1979 den Europapokal der Pokalsieger und 1978 den Europapokal der Landesmeister gewann.
Mit der DDR-Auswahl gewann sie bei den Olympischen Spielen 1976 in Montreal Silber und bei den Olympischen Spielen 1980 in Moskau die Bronzemedaille. 1975 und 1978 wurde sie mit dieser Mannschaft Weltmeisterin, auch bei den Weltmeisterschaften 1982 und 1986 stand sie im Aufgebot der DDR. Sie bestritt 270 Länderspiele.
Sie wurde mehrmals mit dem Vaterländischen Verdienstorden ausgezeichnet. 1984 erhielt sie diesen Orden in Silber.
1985 und 1987 wurde sie zur Handballerin des Jahres gewählt.
Sie war verheiratet und hat zwei Kinder.